# Саматов, Абдугафур
Абдугафу́р Сама́тов (1909 — 1996) — известный таджикский земледелец-хлопкороб, председатель колхоза имени Ленина в Джаббар-Расуловском районе Ленинабадской области Таджикистана, дважды Герой Социалистического Труда (1957, 1979).

## Биография
Родился 16 февраля 1909 года в Ферганской области Российской империи (ныне Согдийской области Таджикистана), по национальности узбек.
В течение многих лет Абдугафур Саматов работал председателем хлопководческого колхоза имени Ленина в Пролетарском районе Ленинабадской области. А. Саматов приложил немало усилий для подъёма агропромышленного сектора Таджикской ССР. После себя он оставил 16 школ, 4 комфортабельных детских сада и посёлок городского типа.
Указом Президиума Верховного Совета СССР от 17 января 1957 года за выдающиеся успехи, достигнутые в деле развития советского хлопководства, широкое применение достижений науки и передового опыта в возделывании хлопчатника и получение высоких и устойчивых урожаев хлопка-сырца Абдугафуру Саматову присвоено звание Героя Социалистического Труда с вручением ордена Ленина и золотой медали «Серп и Молот».
2 апреля 1979 года Указом Президиума Верховного Совета СССР за выдающиеся заслуги в развитии колхозного производства и активную общественную деятельность Абдугафур Саматов награждён орденом Ленина и второй золотой медалью «Серп и Молот».
Избирался депутатом Верховного Совета СССР 5—11-го созывов (1958—1989) и Верховного Совета Таджикской ССР 3—4-го созывов (1950—1959). В конце 1980-х годов вышел на заслуженный отдых. Скончался в 1996 году.
Сегодня некогда самое большое в советском Таджикистане хозяйство носит имя знатного хлопкороба — АООТ имени Абдугафура Саматова.

## Награды
Дважды Герой Социалистического Труда. Награждён 4 орденами Ленина, орденом Октябрьской Революции, тремя орденами Трудового Красного Знамени, и многочисленными медалями.

## Память
Односельчане уважительно отзываются о знаменитом земляке и называют его не иначе как «отцом». К его 100-летнему юбилею в республике опубликована биография ветерана и снят документальный фильм о его жизни. Кроме того, в Таджикистане учреждена государственная премия имени Абдугафура Саматова, которая присуждается лучшим аграриям.